# Sanfter Tourismus

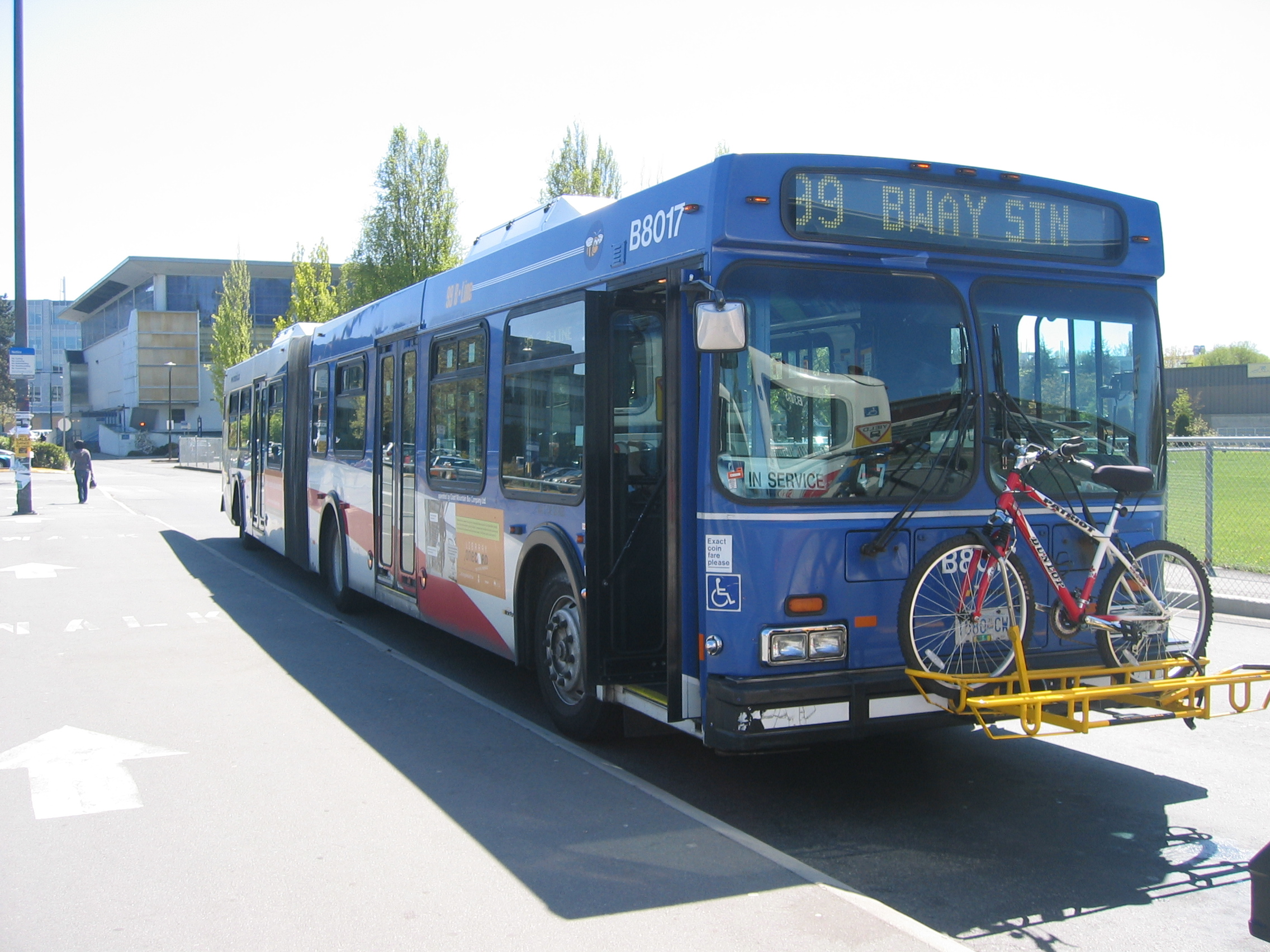
Fahrradtransport im ÖPNV

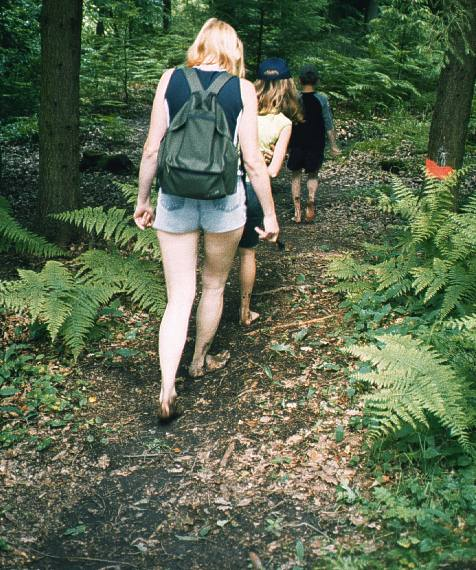
Barfußpfade werden von Gemeinden angelegt und gepflegt

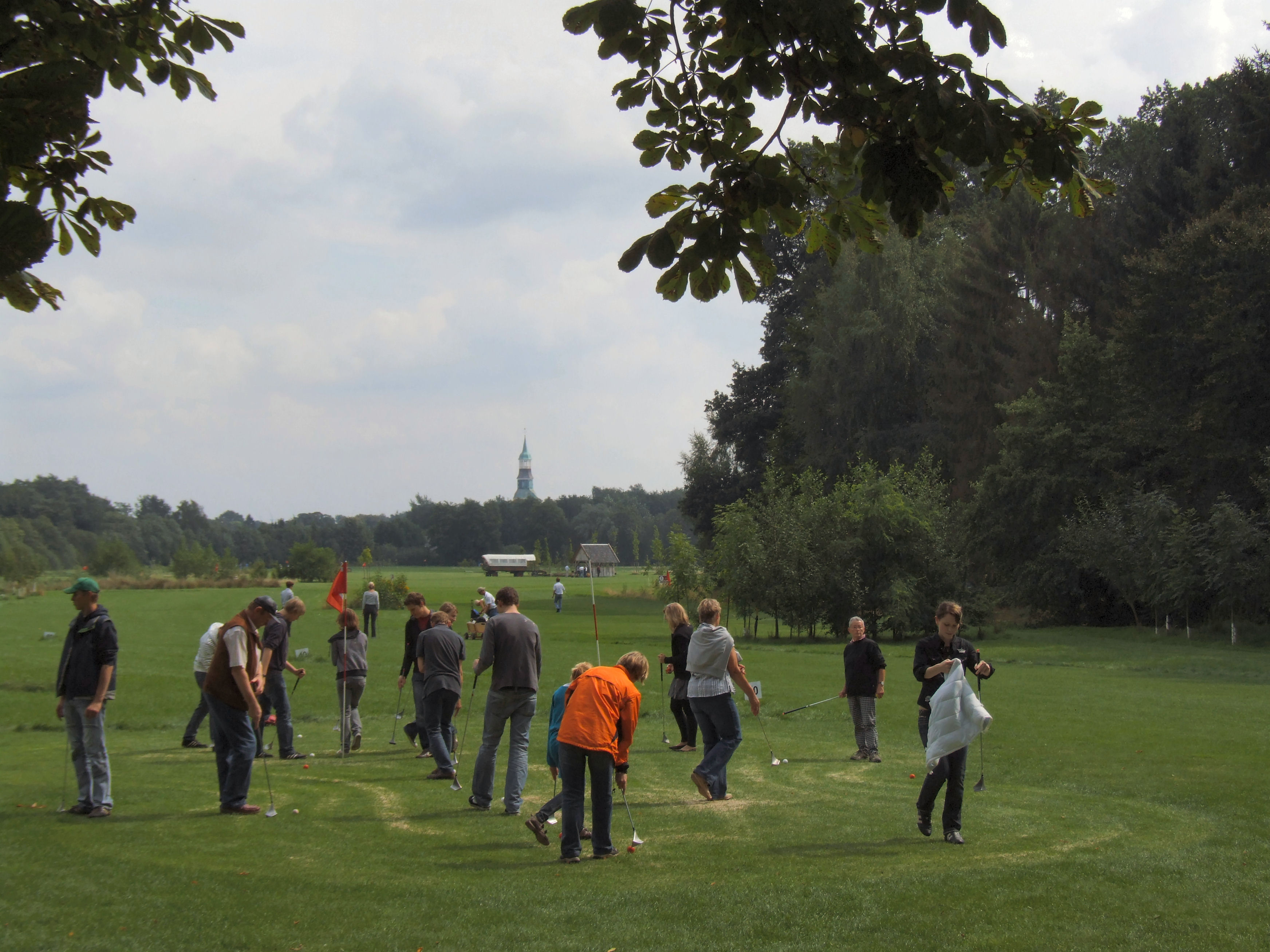
Swingolfanlage

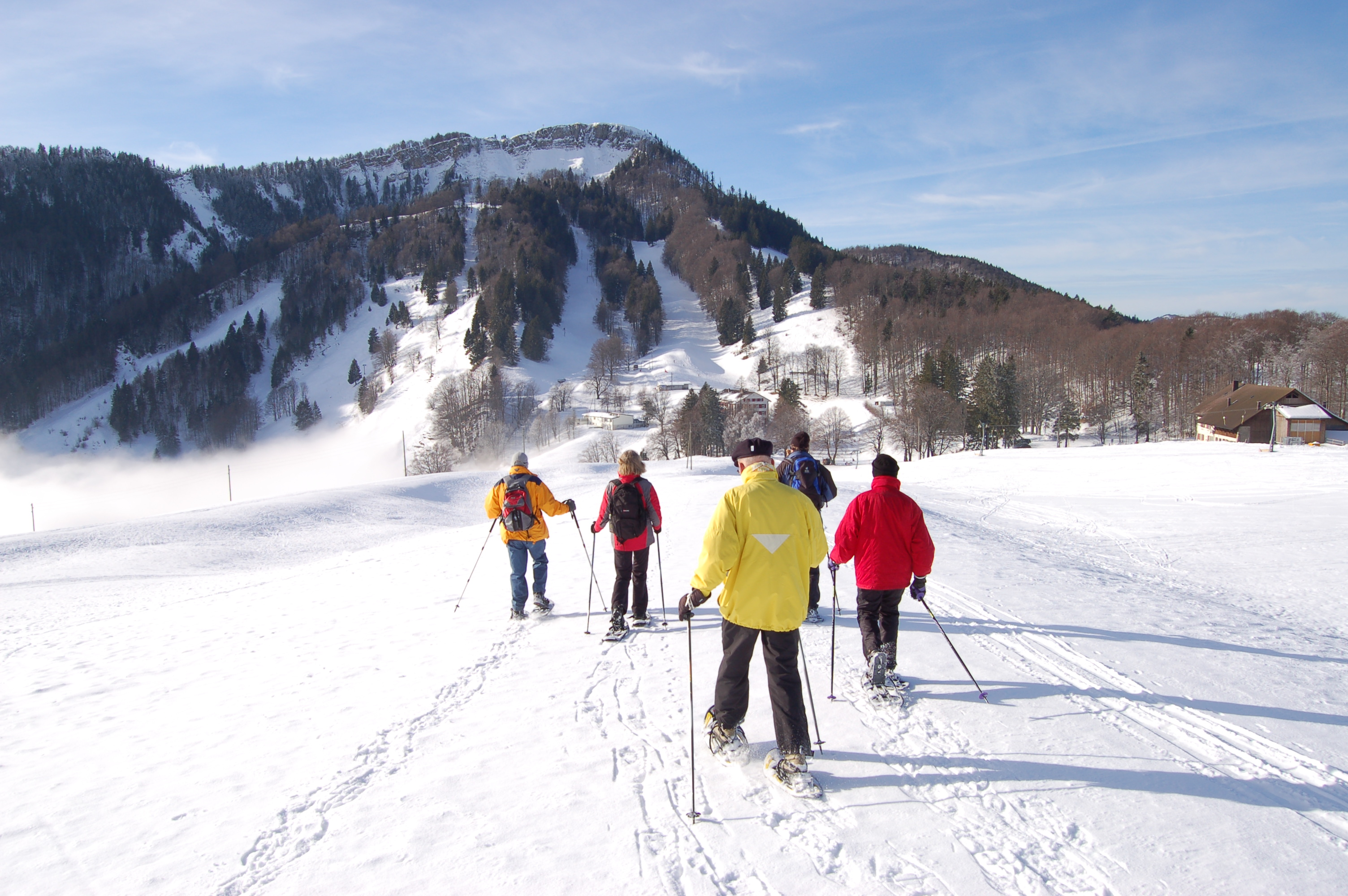
Schneeschuhtouren durch winterliche Berglandschaft

Auch das Inlineskaten und Rollschuhfahren gehören, wie das Radfahren, zu den Formen des Sanften Tourismus und der Sanften Mobilität

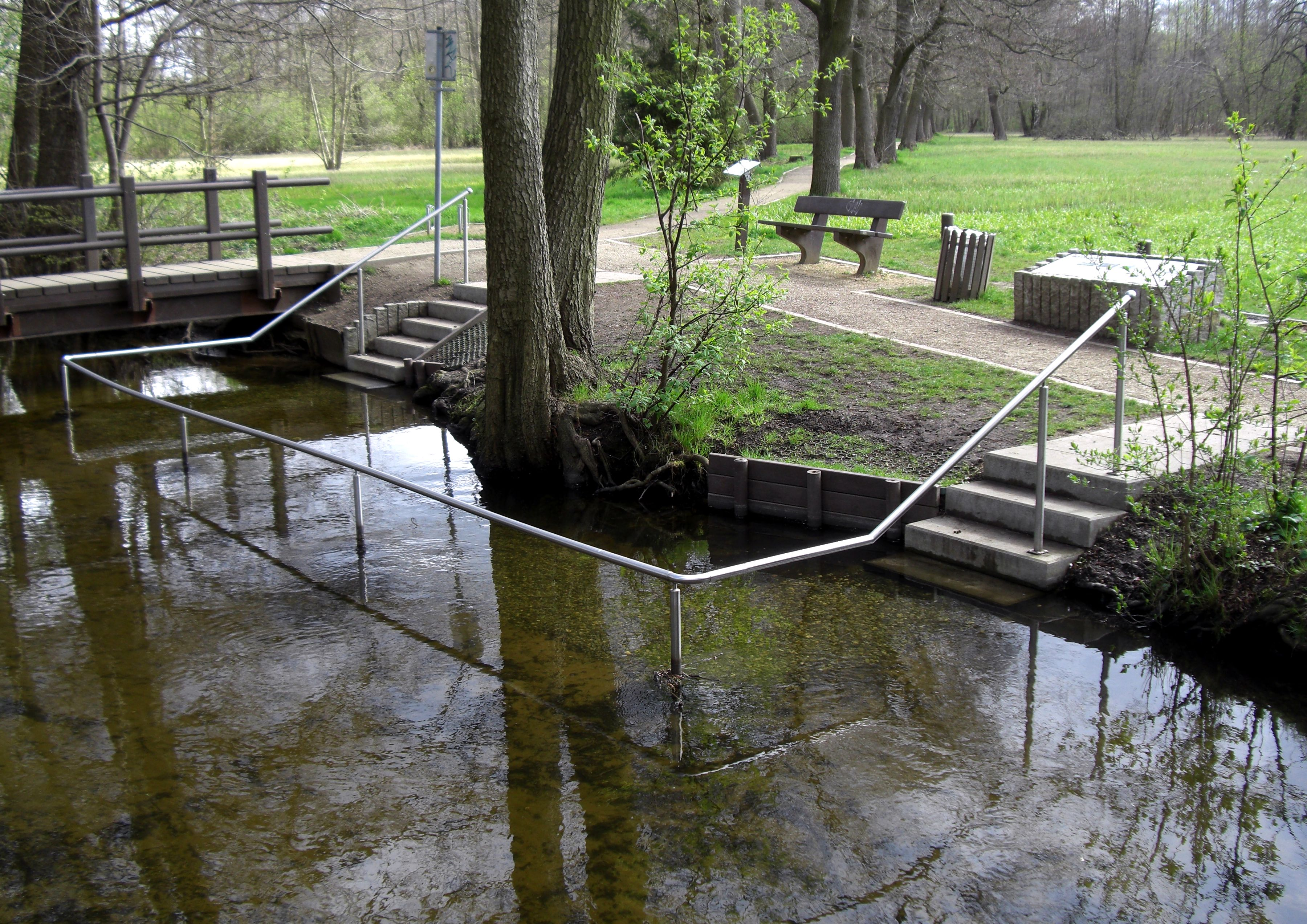
Einrichtung zum Wassertreten in einem natürlichen Bachlauf als Form von sanftem Gesundheitstourismus

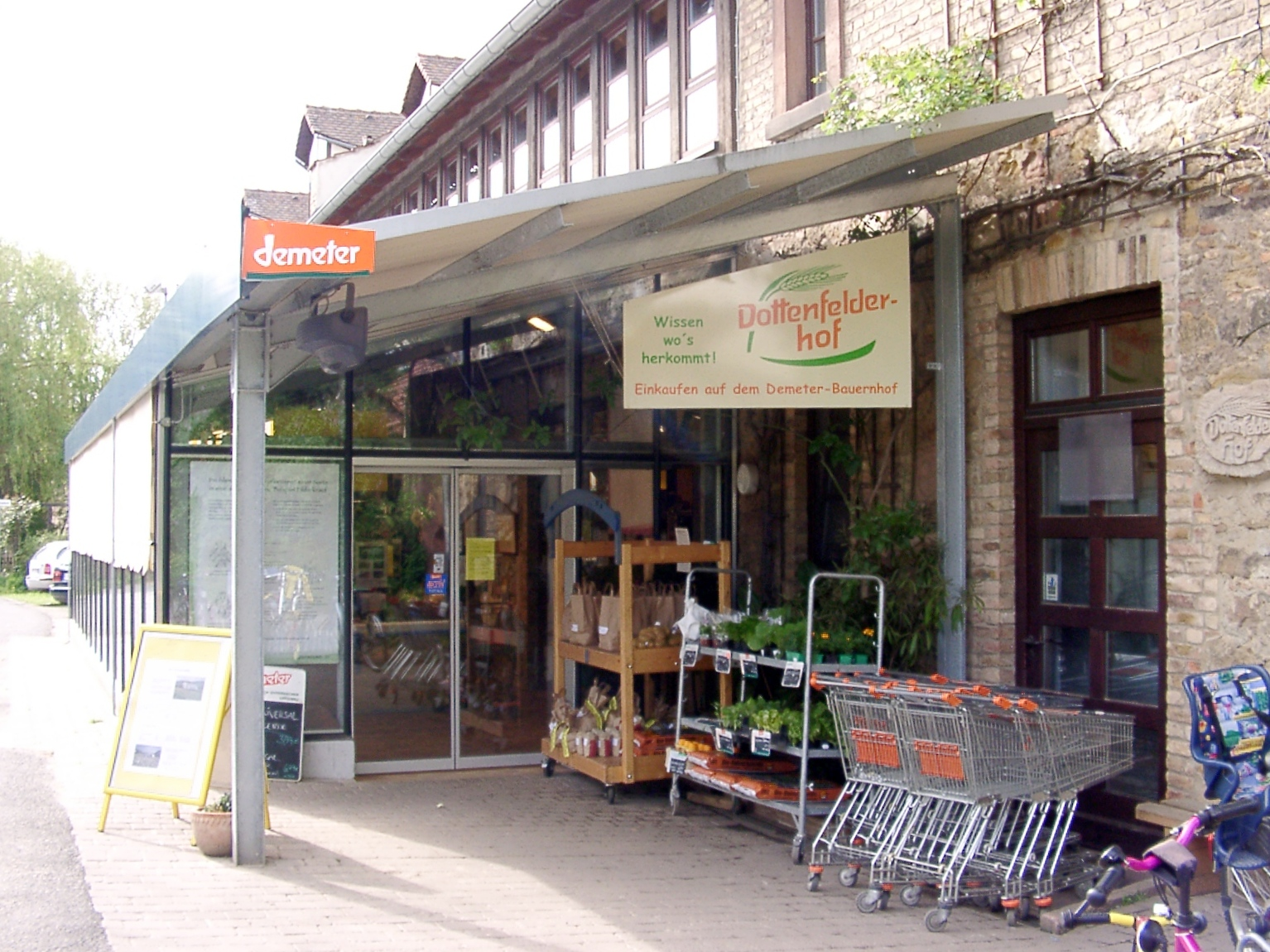
Hofladen

Sanfter Tourismus (auch: Nachhaltiger Tourismus) ist eine Form des Reisens, die drei wesentliche Anliegen verfolgt:
1. so wenig wie möglich auf die bereiste Natur einzuwirken bzw. ihr zu schaden,
2. die Natur möglichst nah, intensiv und ursprünglich zu erleben,
3. sich der Kultur des bereisten Landes möglichst anzupassen.

Sanfter Tourismus gehört zum Konzept einer starken Nachhaltigkeit, verbunden mit der Forderung, die verbleibenden Bestände an Naturkapital zu erhalten und darüber hinaus in diese zu investieren.
Neben dem ökologischen Aspekt spielen der soziokulturelle und der wirtschaftliche Aspekt hier eine wichtige Rolle: Laut der Welttourismusorganisation (UNWTO) ist Tourismus nachhaltig, wenn seine gegenwärtigen und zukünftigen ökonomischen, sozialen und ökologischen Auswirkungen vollumfänglich berücksichtigt und die Bedürfnisse der Besucher, der Industrie, der Umwelt und der Einheimischen integriert werden.

## Sanfter Tourismus als Gegenentwurf zum Massentourismus
Durch den sanften Tourismus wird versucht, die negativen Auswirkungen des Massentourismus in den Urlaubsgebieten zu verringern. Z. B. vermeidet der nachhaltige Tourismus, die natürlichen Gegebenheiten am Urlaubsort zu verändern. Die Anreise soll mit öffentlichen Verkehrsmitteln (ÖPNV) möglich sein. Im Urlaubsgebiet reduziert man die verkehrsmäßige Erschließung auf ein Minimum, die Gäste sollen sich stattdessen auf die ursprüngliche Weise fortbewegen, das heißt überwiegend zu Fuß, ggf. mit Booten oder Reittieren. Neben Erholungsangeboten gibt es häufig auch Angebote zur Umweltbildung. Bei einer zu großen Anzahl an Touristen werden durch Besucherlenkung die schützenswerten Kernzonen der Natur mit der Einrichtung von Totalreservaten respektiert, was etwa bei der Erschließung von Schauhöhlen oder bei Rote-Liste-Arten und Naturdenkmälern im Urlaubsgebiet von Bedeutung ist. Schutzgebietsbetreuung, Naturerfahrungs- und Naturerlebnisangebote wie etwa Baumwipfelpfade können die Besucherlenkung ergänzen.

## Hotelwesen
Auch im Hotelwesen gibt es Bestrebungen zu mehr Nachhaltigkeit und Unterstützung des sanften Tourismus. Immer öfter werden Erneuerbare Energien genutzt, das Abfallaufkommen wird reduziert und auch Trinkwasser wird sparsamer verwendet. Bei der Wahl der Einrichtung wird auf umweltschonendes Material geachtet und regionales Handwerk bevorzugt. Nachhaltige Hotellerien werden mit entsprechenden Zertifikaten ausgezeichnet.
Der sanfte Tourismus macht es sich zum Ziel, die Eigenart des bereisten Gebiets unverfälscht und „mit allen Sinnen“ erlebbar zu machen. Mit dieser Eigenart sind sowohl natürliche als auch kulturelle Charakteristika gemeint (Stadtführungen). Dabei soll das Leben der ansässigen Bevölkerung möglichst wenig beeinträchtigt werden, wodurch auch der Besucher einen möglichst unverfälschten Eindruck von der bereisten Kulturzone erhält.
In einer Studie aus dem Januar 2017 gaben 17,5 % der Befragten an, beim Reisen auf Nachhaltigkeit zu achten, 53,7 % würden ihre Reise gerne nachhaltiger gestalten.

## Praktische Beispiele für den sanften Tourismus
Beispielhafte Angebote des sanften Tourismus sind:
- Themenwanderwege, die durch geschickte Besucherlenkung geschützte Bereiche mit versteckten Beobachtungsstationen erlebbar machen
- Barfußpfade, die einen ursprünglichen Naturkontakt und auch gesundheitlichen Nutzen vermitteln.
- Waldbaden, eine meditative Form des Aufenthaltes in Wäldern und Waldlehrpfade
- Swingolfanlagen, die eine vereinfachte Golfspielvariante darstellen und durch örtliche Initiativen aus eigener Kraft entwickelt werden
- Geführte Schneeschuhtouren, die eine ökologisch verträglichere Variante des Wintersports in sensiblen Bergregionen darstellen als die aufwändige Bereitstellung von technischem Wintersport mit Skiliften, Pistenraupen und energetisch problematischen Schneekanonen
- Hofläden, die mit lokal erzeugten Lebensmitteln handeln
- Kostenloser Personentransport in Tourismusregionen mit der Kurkarte#Kostenlose Nutzung des öffentlichen Nahverkehrs; daneben existieren in vielen Orten einzelne kostenlose touristisch ausgerichtete Buslinien.

## Begriffsgeschichte und Entwicklung der Idee
Den Begriff des sanften Tourismus prägte und umschrieb erstmals der Berner Architekt und Raumplaner Fred Baumgartner 1977 in seinem Beitrag „Tourismus in der Dritten Welt – Beitrag zur Entwicklung?“ (Neue Zürcher Zeitung vom 16. September 1977). Robert Jungk vertiefte den Begriff 1980 in einem Artikel in der Zeitschrift GEO. Als Erweiterung des sanften Tourismus kann der Begriff integrativer Tourismus verstanden werden, der 1995 von den Naturfreunden und dem Institut für Integrativen Tourismus und Freizeitforschung geprägt wurde. Integrativer Tourismus fördert diesen Vereinigungen zufolge die Vernetzung des Tourismus mit allen anderen Wirtschafts- und Lebensbereichen im Rahmen einer eigenständigen Regionalentwicklung und fordert die Mitverantwortlichkeit der Reisenden für die Tourismusregionen. Die deutsche Bundesregierung hat 2006 eine Beratungsstelle für Nachhaltige Tourismusentwicklung gegründet.
Zahlreiche Zertifizierungsprogramme versuchen, den Nachhaltigkeitsgedanken in verschiedenen Segmenten des Tourismus zu präzisieren, Standards zu definieren, unabhängige Prüfungen durchzuführen und bei Einhaltung der Standards Umweltgütesiegel zu vergeben. Touristen sollen so die Nachhaltigkeit von Angeboten richtig einschätzen können und den Anbietern Anreize und Hilfestellung bei der Verbesserung ihrer Angebote gegeben werden. Seit Ende der 1980er Jahre entstanden mehr und mehr Zertifizierungsprogramme. Insgesamt gab es im Jahr 2001 über 100 solcher Umweltzeichen weltweit. Nur wenige dieser Programme sind sektorübergreifend und global aktiv. Zu den wichtigsten gehört Green Globe. Beispiele für sektorspezifische, nationale bzw. regionale Programme und Umweltzeichen sind im Strandmanagement und für Marinas die Blaue Flagge, für Hotels der Grüne Schlüssel oder das Umweltgütesiegel für Alpenvereinshütten, für Reiseveranstalter TourCert. Für das Europäische Umweltzeichen wurden Standards für Beherbergungsbetriebe (2009/578/EG) und Campingdienste (2009/564/EG) entwickelt. Bis Juli 2024 wurde es in diesen Kategorien in Deutschland bislang 22 Mal vergeben.
Die Landesregierung von Baden-Württemberg hat im März 2008 das Sonderprogramm Sanfter Tourismus gestartet. Im Rahmen dieses Sonderprogramms können im Land Baden-Württemberg investive Vorhaben zur Verbesserung der Tourismusinfrastruktur in den Bereichen des Sanften Tourismus gefördert werden. Dazu zählen insbesondere
- Fahrrad-,
- Gesundheits-,
- Kultur-,
- Öko- sowie
- Wandertourismus, speziell „barrierefreies“ Wandern.

Mit diesem Sonderprogramm soll die Tourismuswirtschaft des Landes Baden-Württemberg vor dem Hintergrund struktureller Herausforderungen wie dem Klimawandel und der demografischen Entwicklung gestärkt werden.